# Sexteni-patak
A Sexteni-patak vagy Sexten-patak (németül: Sextner Bach / Sextener Bach / Sextenbach, olaszul: Rio Sesto) egy patak Dél-Tirolban, Olaszországban. A Kreuzberg-hágóban ered, a Sexteni-völgyben folyik kb. 16 km hosszan, majd Innichen (San Candido) községnél a Drávába ömlik.

## Fekvése
A Sexteni-patak forrása mintegy 1636 m magasan a Kreuzberg-hágóban van. Az itt induló Sexteni-völgyet északról a Karni-Alpok, délről a Sexteni-Dolomitok határolja, a völgy elválasztja az Alpokat a Dolomitoktól.
A patak mentén fekvő települések, délkeletről északnyugat felé haladva Moos (Moso), Waldheim (San Vito di Sesto) és Sexten (Sesto), végül északnyugaton a patak Innichen (San Candido) településnél 1170 magasságban beletorkollik a Puster-völgyben folyó Drávába. Torkolata az innicheni ferences kolostor közelében található.
Vízgyűjtő területe a Sexten-völgyet körülvevő két hegylánc, a Karni Alpok főgerince, és a Sexteni-Dolimitok északi vonulata között fekszik, a 3145 m magas Dreischusterspitze hegycsúcsig. Több kisebb hegyi patak táplálja, a két legfontosabb a Fischlein-völgyi patak (Fischleintalbach) és az Ixen-patak (Ixenbach).
A Sexteni-völgyben, Sexten határában a patakra egy duzzasztóművet építettek, az így keletkezett mesterséges tóból a víz egy részét egy csatornában elvezetik, és elektromos áram termelésére használják. A kivett vizet a puster-völgyi Vierschach Versciaco) községnél a Drávába vezetik vissza.

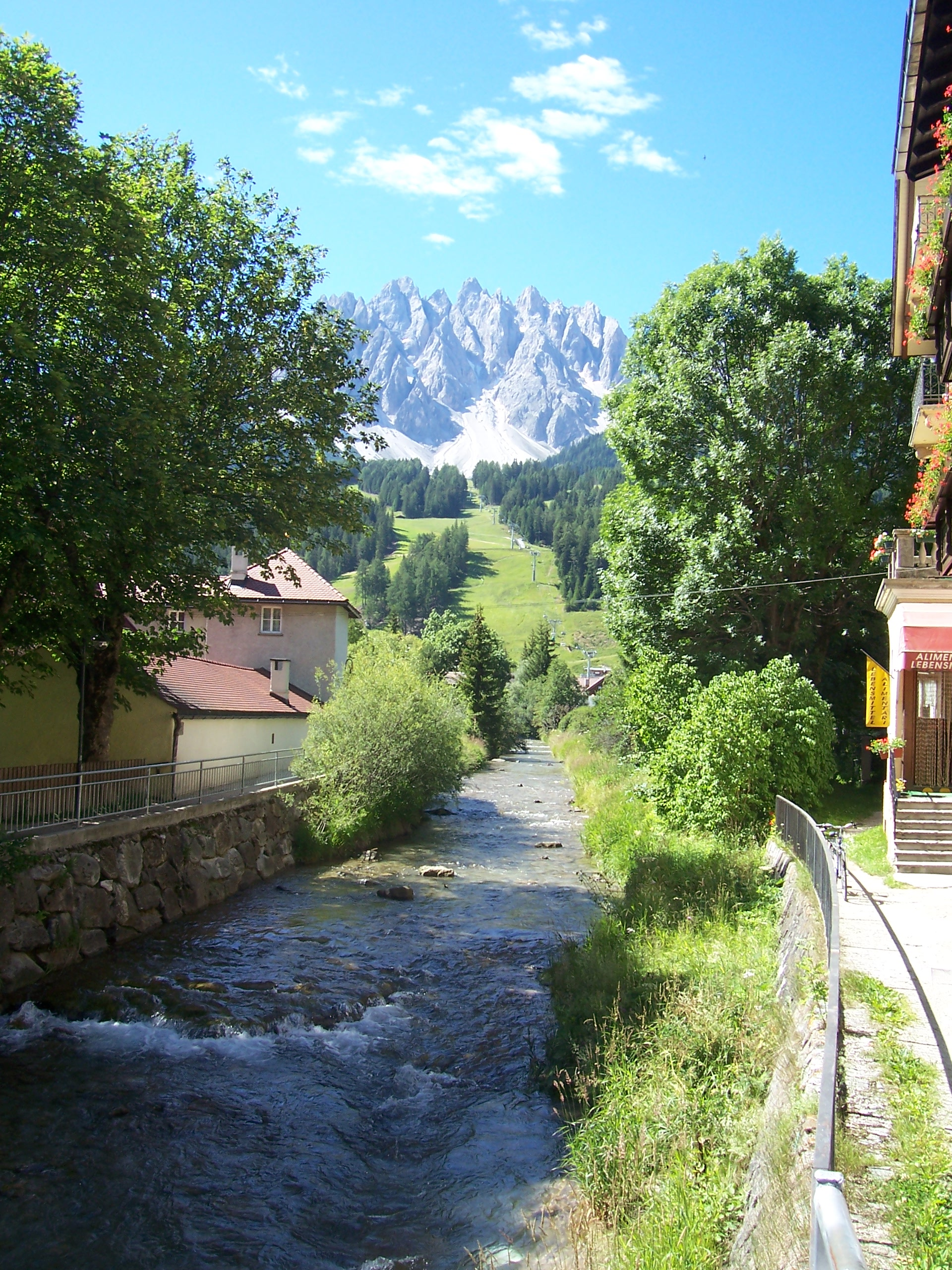